# Svojšická lípa
Svojšická lípa je památný strom ve Svojšicích u Sušice. Lípa velkolistá (Tilia platyphyllos Scop.) roste u kostela svatého Jana Křtitele, na hřbitově při zdi u vchodu, v nadmořské výšce 570 m. Stáří stromu se odhaduje na 230 let, výška je 26 m, šířka koruny 21 m, obvod kmene 522 cm (měřeno 2012). Zdravotní stav lípy je dobrý, v roce 2006 byl proveden bezpečnostní, stabilizační řez a instalace nedestruktivní vazby. Strom je chráněn od 26. května 1978 jako krajinná dominanta, významný vzrůstem.

## Galerie

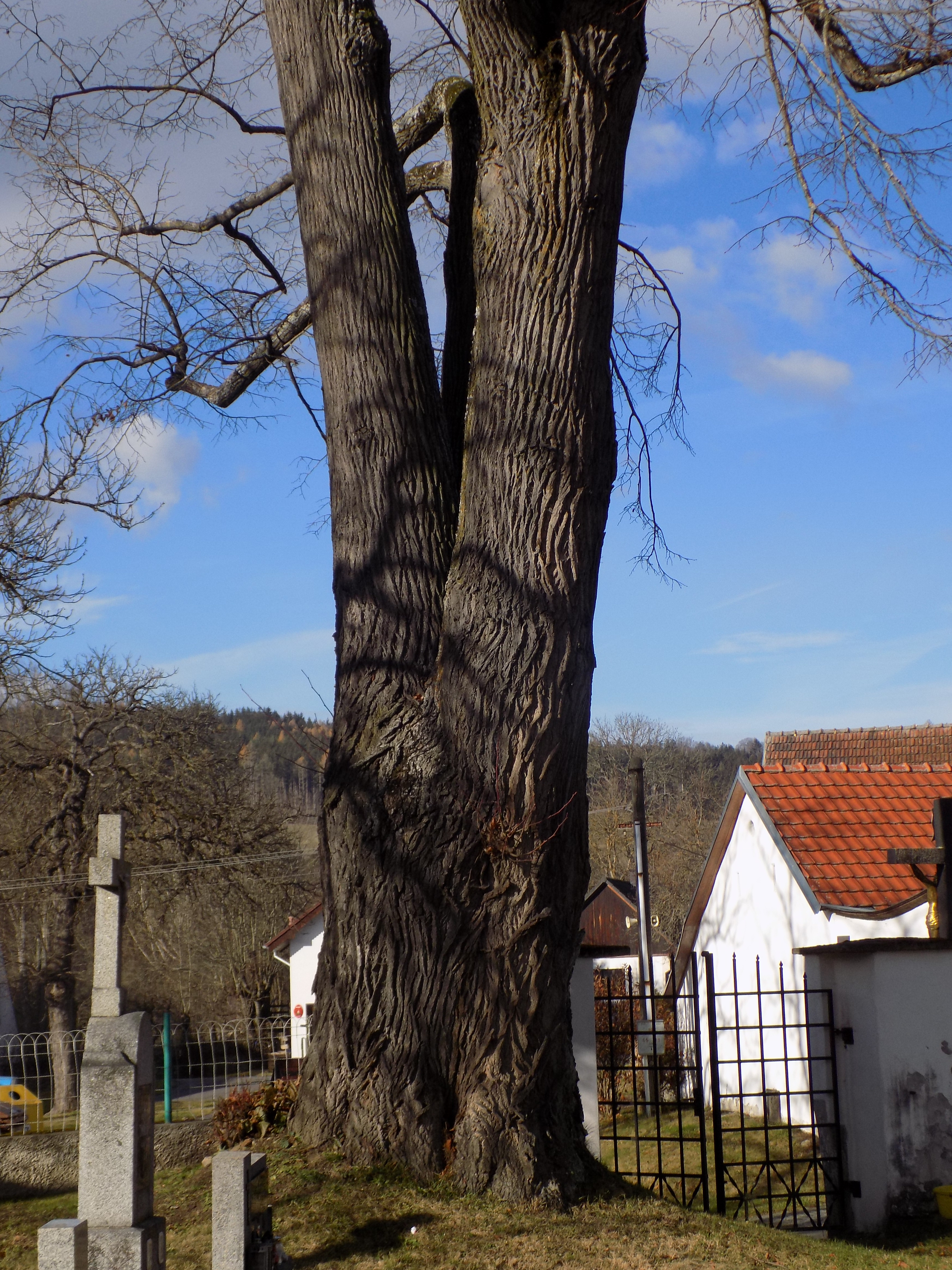
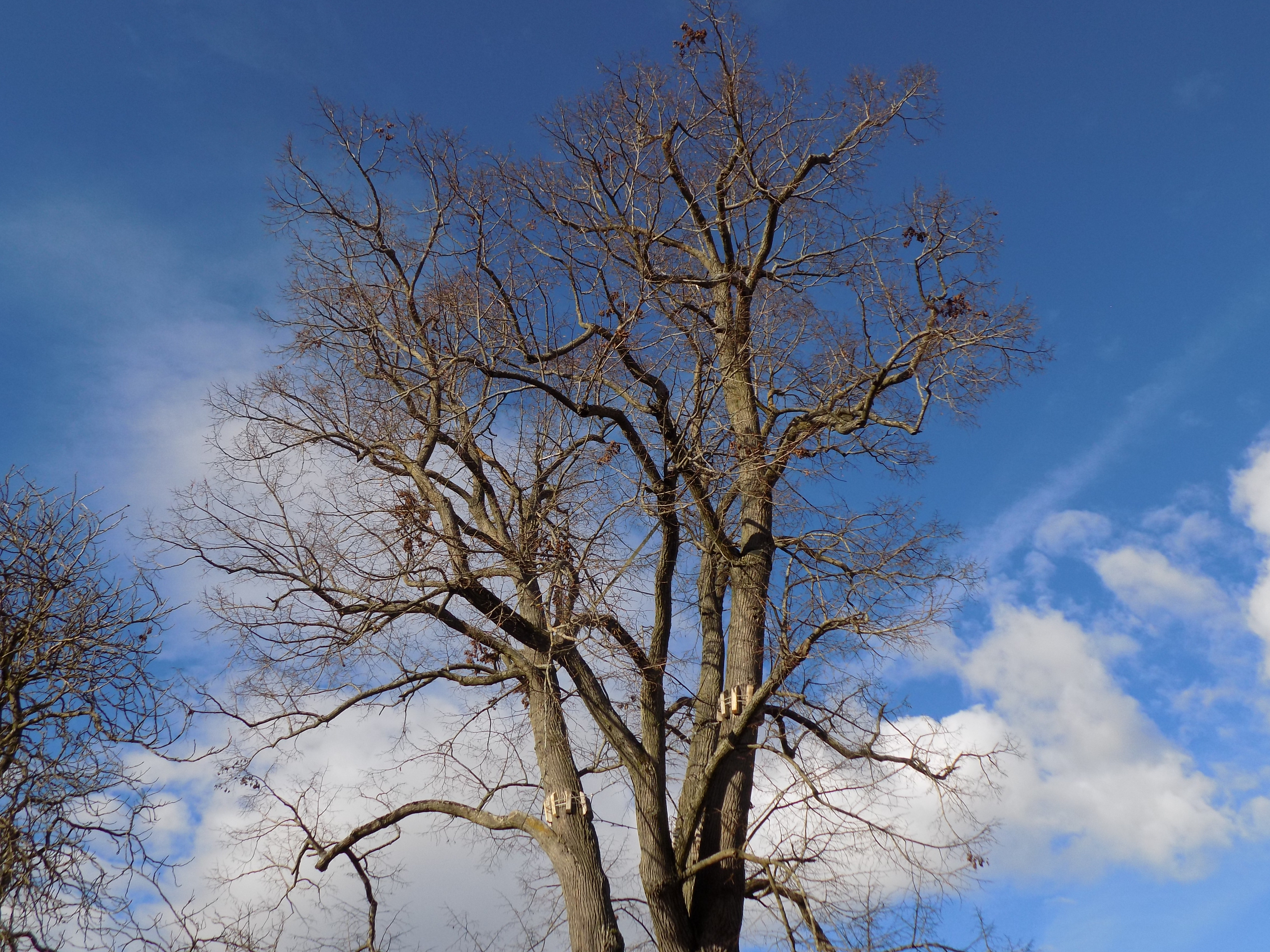
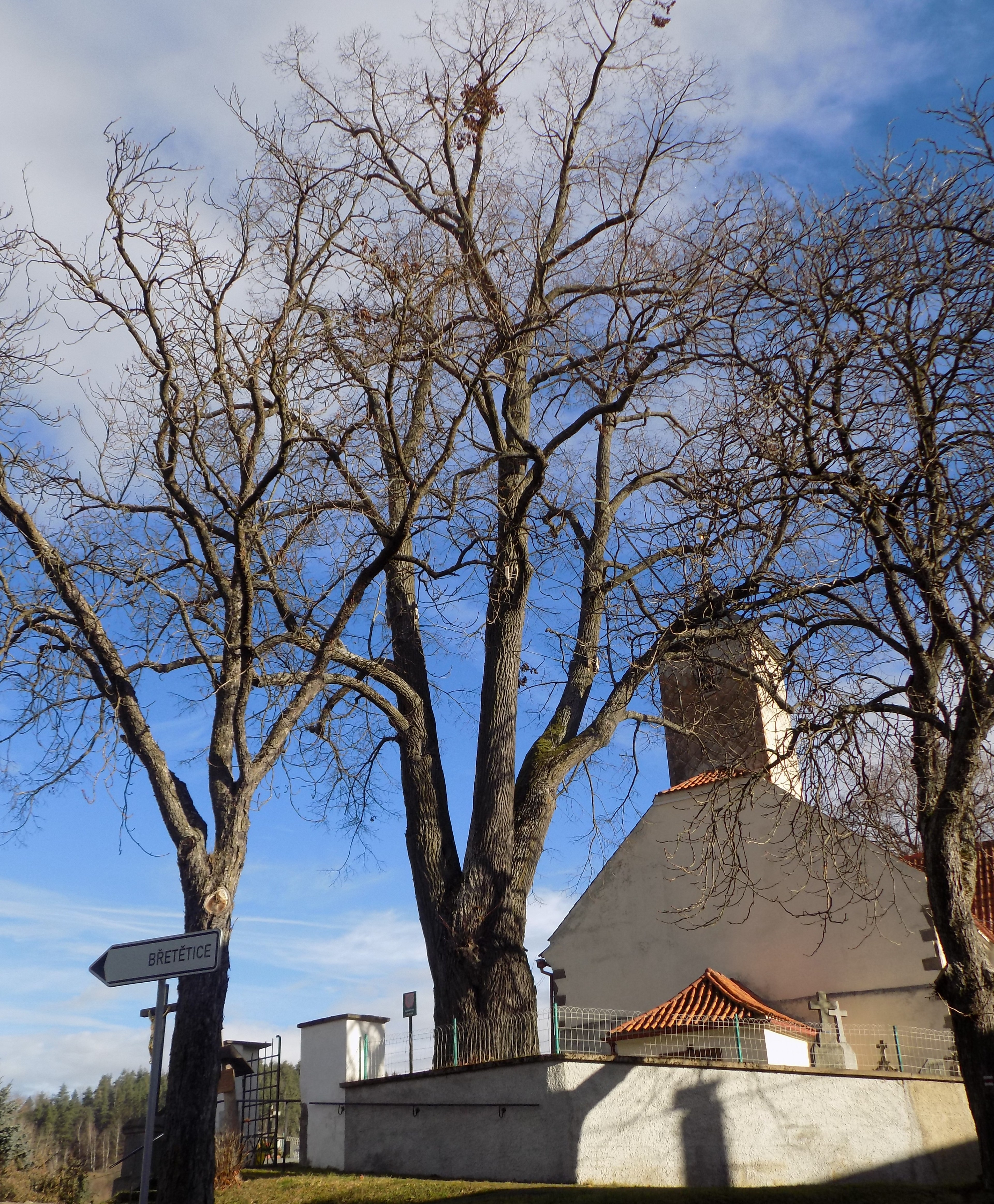
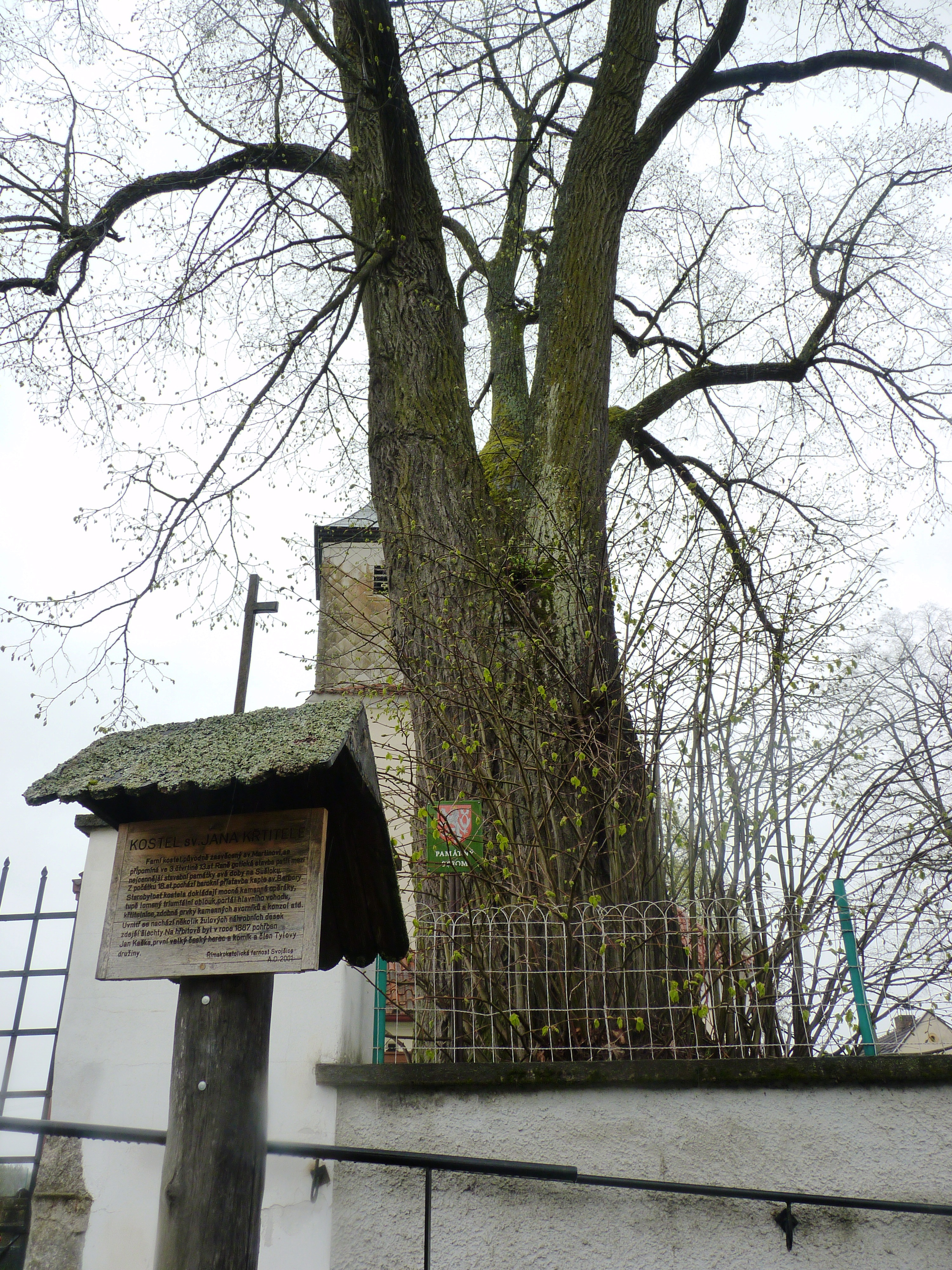

## Památné stromy v okolí
- Lípa u Valdmanů
- Lípy a jilm u Mlýnského rybníka
- Vaňkův dub v Žíkově